# Christophe Dupouey
Christophe Dupouey, född 8 augusti 1968, död 4 februari 2009 (självmord) . Fransk mountainbikecyklist.
Dupouey vann världscupen i cross country 1996 och blev 1998 världsmästare i samma disciplin. Han deltog även i olympiska spelen 1996 och 2000 med en fjärdeplats som bäst .